# 杰拉·菲利普

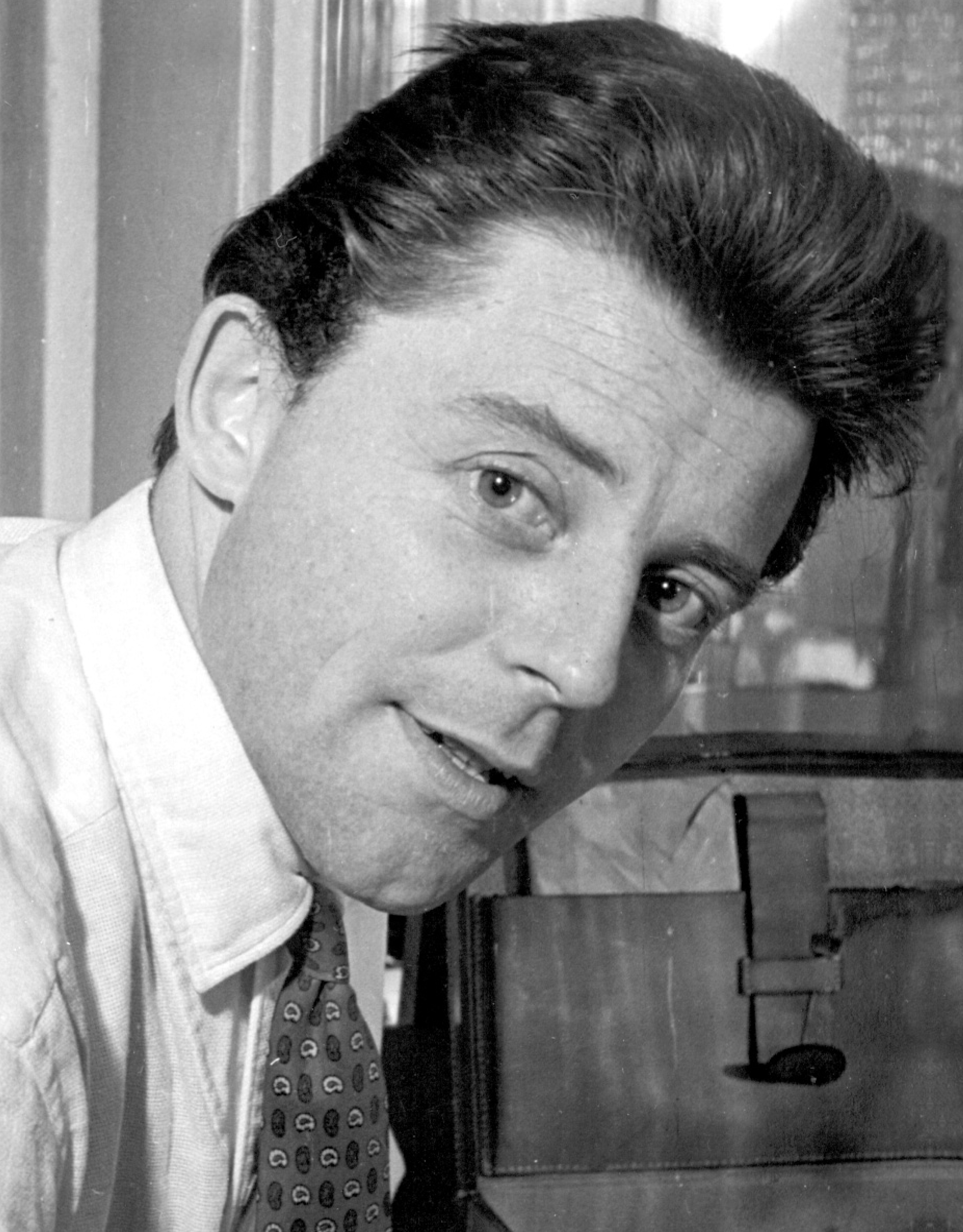
1955年

杰拉·菲利普（法語：Gérard Philipe，1922年12月4日—1959年11月25日）是一个法国演员。他在1944年至1959年共演出了34部电影。
菲利普出生于法国戛纳。他具有四分之一捷克血统。在青年时期，菲利普在巴黎的法国国家戏剧艺术音乐学院学习。19岁时，他在尼斯参加了首个演出。
1943年，菲利普参加了首部电影 Les Petites du quai aux fleurs。之后在几部电影中演出了几个小的角色。1947年，他在 Devil in the Flesh中一举成名。